# مسجد الإصلاح (بونغول)
مسجد الإصلاح (بالإنجليزية: Masjid Al Islah، بالبنغالية: আল ইসলাহ মসজিদ، بالملايوية: Masjid Al Islah): هو مسجد تم بناؤه في 2015 في بونغول، سنغافورة. يتميز المسجد بالعمارة الإسلامية الحديثة.
يقع مسجد الإصلاح داخل مدينة بونغول الجديدة المكتظة بالسكان. يخدم المسجد المجتمع المسلم في بونغول. وفي فترات الذروة مثل صلاة الجمعة وصلاة ليلة رمضان، يخدم المسجد حوالي 4500 مصلٍ على مستويات المسجد الأربعة.
قبل بناء مسجد الإصلاح في 2015، كان آخر مسجد في بونغول هو مسجد واك سومانغ.
باعتباره المسجد رقم 69 الذي تم بناؤه في سنغافورة، لذا فإنه يتمتع بمرافق أفضل من المساجد الأخرى في سنغافورة. وتتوفر فيه مرافق الوضوء على مدار اليوم.